# Kinda norra landsfiskalsdistrikt
Kinda norra landsfiskalsdistrikt var 1918-1941 ett landsfiskalsdistrikt i Östergötlands län, bildat när Sveriges indelning i landsfiskalsdistrikt trädde i kraft den 1 januari 1918, enligt beslut den 7 september 1917. Landsfiskalsdistriktet avskaffades den 1 oktober 1941 (genom kungörelsen 28 juni 1941) när Sverige fick en ny indelning av landsfiskalsdistrikt och dess område överfördes till det nybildade Rimforsa landsfiskalsdistrikt.
Landsfiskalsdistriktet låg under länsstyrelsen i Östergötlands län.

## Ingående områden

### Från 1918
Kinda härad:
- Hägerstads landskommun
- Kättilstads landskommun
- Oppeby landskommun
- Vårdnäs landskommun
- Tjärstads landskommun